# Sabotaggio dei gasdotti Nord Stream
Il sabotaggio dei gasdotti Nord Stream è avvenuto il 26 settembre 2022, quando una serie di esplosioni sottomarine, con conseguenti perdite di gas, danneggiarono 3 delle 4 condotte dei gasdotti Nord Stream 1 (NS1, inaugurato nel 2011) e Nord Stream 2 (NS2, mai entrato in funzione). Entrambi i gasdotti sono stati costruiti per trasportare gas naturale a basso costo dalla Russia alla Germania, attraverso il Mar Baltico, e sono di proprietà al 51% della compagnia statale russa di idrocarburi Gazprom. L'azione è il più grande attacco alle infrastrutture europee dalla seconda guerra mondiale.
Prima del sabotaggio i gasdotti, pur essendo pieni di gas naturale, non lo trasportavano, essendo inattivi a causa delle sanzioni europee a seguito dell'invasione russa dell'Ucraina del 2022. Le perdite si verificarono il giorno precedente all'inaugurazione del gasdotto Baltic Pipe (che collega Polonia e Norvegia attraversando la Danimarca, trasportando gas di diversa provenienza essendo estratto dal Mare del Nord, anziché dalla Russia) e localizzate in acque internazionali, ma all'interno delle due zone economiche esclusive di Svezia e Danimarca.
Nessuno ha mai rivendicato il sabotaggio, azione che è stata condannata dalla Russia, la quale ha anche chiesto un'indagine internazionale al Consiglio di sicurezza dell'ONU e che è stata respinta, mentre Svezia, Danimarca e Germania hanno avviato indagini separate. Le indagini svedesi e danesi sono state chiuse nel febbraio 2024 senza identificare i responsabili. L'inchiesta tedesca è ancora in corso e nel giugno 2024 la Germania ha emesso un mandato di arresto europeo per un cittadino ucraino sospettato di aver utilizzato il panfilo Andromeda insieme ad altri due connazionali per sabotare i gasdotti. Il sospettato sarebbe fuggito in Ucraina dal territorio polacco a bordo di un'auto, che secondo indiscrezioni dei servizi segreti citate dalla stampa, apparterrebbe all'ambasciata ucraina in Polonia.

## Antefatti

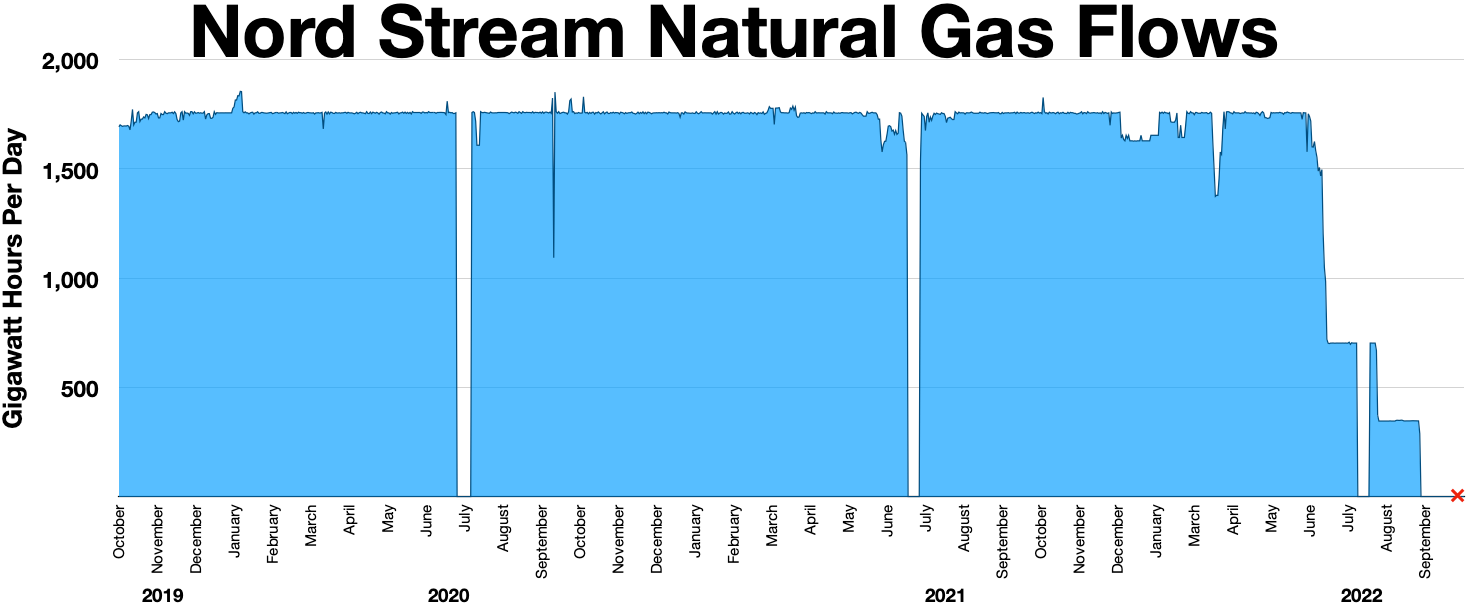
Flussi di gas del Nord Stream
- La Russia ha ridotto di oltre la metà il flusso di gas naturale nel giugno 2022 perché ha affermato di non essere riuscita a ottenere un pezzo da riparare che era stato sequestrato dal governo canadese a causa delle sanzioni. La Siemens, produttrice del pezzo, ha negato che questo pezzo fosse fondamentale per le operazioni.
- La Russia ha interrotto i flussi di gas l'11 luglio 2022 per la manutenzione annuale per 10 giorni e ha ripreso le operazioni parziali il 21 luglio.
- La Russia ha interrotto il flusso di gas naturale il 31 agosto 2022 per presunta manutenzione per 3 giorni, ma in seguito ha affermato di non essere in grado di fornire una tempistica per la ripresa del flusso di gas. L’UE ha accusato la Russia di aver inventato una falsa storia per giustificare il taglio.
- I gasdotti sono stati sabotati il 26 settembre 2022.

Principali gasdotti esistenti e pianificati che forniranno gas russo all'Europa nel 2021, tra cui i gasdotti Jamal-Europa, gasdotto russo-ucraino, TurkStream, Blue Stream e Nord Stream attraverso Bielorussia, Ucraina, Turchia e Germania.

Nel 2019 venne effettuata una valutazione d'impatto ambientale dell'NS2. Fino al 2012 in tutto il mondo si erano verificate solo perdite dovute alla corrosione in due grandi condotte. Le fughe di gas dovute ad atti e incidenti di natura militare erano state considerate "alquanto improbabili". In tale studio, la perdita più grande fu ipotizzata come dovuta a un'eventuale "rottura a tutto foro (> 80 mm)"; ad esempio quando una nave affonda colpendo la conduttura. Tuttavia, una perdita così improbabile da 54 metri di profondità marina avrebbe potuto causare una fuoriuscita di gas fino a 15 metri di larghezza in superficie.
Uno dei principali oppositori del progetto Nord Stream erano gli Stati Uniti d'America. L’allora presidente degli Stati Uniti Donald Trump nel 2019 affermò che il Nord Stream 2 avrebbe potuto trasformare l’Europa in un “ostaggio della Russia”, imponendo sanzioni a qualsiasi azienda che avesse aiutato Mosca a completare il gasdotto. Nel dicembre 2020 l'allora presidente eletto Joe Biden si espresse con forza contro l'apertura del nuovo gasdotto e all'impatto che ciò avrebbe avuto sulla potenziale influenza russa. Nel 2021 l’amministrazione Biden revocò le sanzioni, affermando che, sebbene la sua opposizione al Nord Stream 2 fosse “incrollabile”, la rimozione delle sanzioni era una questione di interesse nazionale per mantenere buone le relazioni con la Germania e gli altri alleati degli Stati Uniti in Europa. Il secondo gasdotto fu completato nel settembre 2021; alla fine di quell’anno la Russia forniva circa il 45% del gas naturale importato dagli Stati dell’Unione Europea.
Il 7 febbraio 2022, in una conferenza stampa congiunta con il cancelliere tedesco Olaf Scholz, il presidente degli Stati Uniti Joe Biden, senza citarlo esplicitamente, affermò di voler mettere fine al Nord Stream se la Russia avesse invaso l'Ucraina, ribadendo la promessa di farlo quando in conferenza stampa gli venne domandato il come.
Prima di essere sabotati nessuno dei due gasdotti Nord Stream trasportava gas. Il Nord Stream 2 era stato completato nel 2021, ma non era ancora entrato in servizio in quanto, a seguito del riconoscimento ufficiale della Repubblica Popolare di Doneck e della Repubblica Popolare di Lugansk da parte della Duma russa e del presidente Putin nel preludio che portò all'invasione russa dell'Ucraina, la Germania aveva sospeso la sua certificazione il 22 febbraio 2022, interrompendo così il progetto.  Giocoforza, il 31 agosto 2022 Gazprom sospese a tempo indeterminato la fornitura tramite Nord Stream 1, ufficialmente a causa di manutenzione.
Sia il Nord Stream 1 che il Nord Stream 2 erano tuttavia pressurizzati con gas. Il gasdotto Nord Stream 2 conteneva l'equivalente di circa 150 milioni di metri cubi a 300 milioni di metri cubi di gas, pressurizzati a oltre 100 bar, al momento delle esplosioni.

## Sabotaggio
Il Geological Survey of Denmark ha affermato che un sismometro di Bornholm ha registrato il 26 settembre l'arrivo di due onde sismiche compressionali:  la prima con arrivo alla stazione alle 02:03 ora locale (CEST) valutata di magnitudo di 2,3 e la seconda alle 19:03 con magnitudo di 2,1. Dati simili sono stati registrati da un sismometro nella penisola di Stevns e da diversi sismometri in Germania, Svezia (fino alla stazione di Kalix 1 300 chilometri a nord), Finlandia e Norvegia. I dati sismici erano caratteristici delle esplosioni sottomarine, non degli eventi naturali, e mostravano che esse si erano verificate in prossimità dei luoghi in cui le perdite furono poi scoperte. Nello stesso periodo, la pressione nella conduttura non operativa scese da 10,50 a 0,70 megapascal, come registrato dapresso la stazione del Nord Stream in Germania.

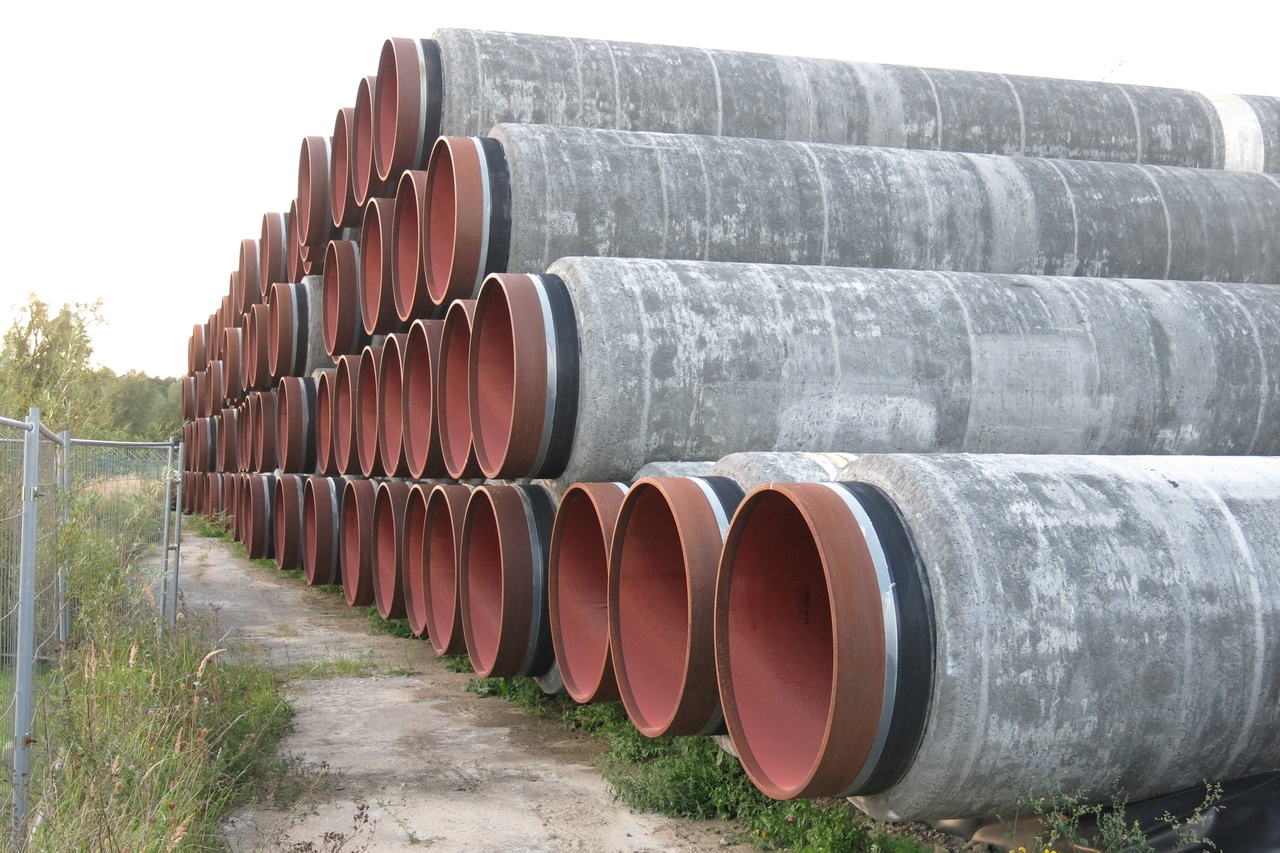
Pila di tubi che compongono il gasdotto Nord Stream 2, realizzati in acciaio con rivestimento in cemento

Dopo l'iniziale comunicazione tedesca della perdita di pressione nel Nord Stream 2, una perdita di gas dal gasdotto è stata scoperta dall'intercettore F-16 danese sorvolando un'area del mare a 25 km a sud-est di Dueodde, Bornholm. Il Nord Stream 2 è costituito da due linee parallele e la perdita si è verificata nella linea A all'interno della zona economica danese. Citando il pericolo per la navigazione, l'Autorità marittima danese chiuse la navigazione a tutte le imbarcazioni per un raggio di mare di 9,3 km attorno al sito della perdita, e consigliò agli aerei di rimanere almeno 1 000 metri sopra di esso.
Poche ore dopo che l'ufficio tedesco di Nord Stream aveva segnalato una perdita di pressione nel Nord Stream 1, le autorità svedesi scoprirono due perdite di gas in quel gasdotto. Entrambe le tubazioni del Nord Stream 1 erano danneggiate e le due perdite si trovavano a circa 6 km una dall'altra, una nella zona economica svedese e l'altra nella zona economica danese. Il 28 settembre, la Guardia costiera svedese chiarì che la perdita inizialmente segnalata nella zona economica svedese era in realtà composta da due perdite situate una vicino all'altra, portando il numero totale di perdite sui tubi del Nord Stream a quattro (due nella zona economica svedese, due in quella danese).
La Difesa danese ha pubblicato sul proprio sito web un video della fuga di gas del 27 settembre mostrante la maggiore delle perdite che aveva creato una turbolenza sulla superficie dell'acqua di circa 1 km di diametro. La perdita più piccola formava un cerchio di circa 200 metri di diametro. Gli analisti hanno notato che i pennacchi molto più grandi indicano che la rottura è molto grande, rispetto a una presunta perdita tecnica di pennacchi di 15 metri.
Il cavo elettrico SwePol tra Svezia e Polonia passante vicino a due dei siti di perdita fu esaminato per verificare eventuali danni. I test di verifica, effettuati da Svenska Kraftnät e pubblicati il 4 ottobre, hanno indicato che il cavo non era stato danneggiato.
La Marina svedese ha confermato che le sue navi avevano pattugliato la zona nei giorni precedenti le esplosioni, ma non ha voluto commentare il motivo per cui lo avevano fatto. Un'analisi dei dati AIS di MarineTraffic condotta dal media svedese Dagens Nyheter ha mostrato la presenza di navi della marina svedese nelle aree il 21 e 22 settembre 2022, da cinque a quattro giorni prima del sabotaggio. Durante la notte delle esplosioni questa analisi non ha evidenziato alcuna nave svedese nella zona.
Il 1º ottobre, l'Agenzia danese per l’energia ha riferito che uno dei due gasdotti, il Nord Stream 2, sembrava aver smesso di perdere gas poiché la pressione all’interno del tubo si era stabilizzata. Il giorno seguente, la stessa agenzia ha riferito che la pressione si era stabilizzata anche in entrambi i gasdotti Nord Stream 1, indicando che la perdita si era fermata. Al contrario, le autorità svedesi hanno riferito il 2 ottobre che il gas continuava a fuoriuscire dalle due perdite nella loro zona economica, anche se in misura minore rispetto a qualche giorno prima.

### Perdite
Le tre perdite apparse più o meno nello stesso momento erano relativamente vicine tra loro con i loro pennacchi di gas confinati da una zona di esclusione di 13 km che si estende a cavallo del confine tra le zone economiche (ZEE) della Danimarca e della Svezia.
La distanza tra la perdita più a sud e quella più a nord è 79 km.
| Tubo        | ZEE       | Coordinate            | Orario CEST | Scala Richter | Rilevatore |
| ----------- | --------- | --------------------- | ----------- | ------------- | --- |
| NS 2 tubo A | Danimarca | 54°52.6′N 15°24.6′E   | 02:03       | 2.3           | Unità di risposta dell'intercettore F-16 danese                                                                   |
| NS 2 tubo A | Svezia    | 55°32.1′N 15°41.9′E   | 19:03       | 2.1           | Autorità svedesi. Seconda perdita su quella condotta, inizialmente segnalata come singola perdita con NS 1 Tubo A |
| NS 1 tubo A | Svezia    | 55°33.4′N 15°47.3′E   | 19:03       | 2.1           | Autorità svedesi. Inizialmente segnalata come una singola perdita con NS 2 Pipe A                                 |
| NS 1 tubo B | Danimarca | 55°32.45′N 15°46.74′E | 19:03       | 2.1           | Autorità svedesi                                                                                                  |

Gli orari e le magnitudo della scala Richter della tabella provengono da dati sismici caratteristici delle esplosioni sottomarine e corrispondono alle posizioni delle perdite.

### Rilevamento delle esplosioni
Il Geological Survey of Denmark ha affermato che i tremori rilevati erano diversi da quelli registrati durante i terremoti, ma simili a quelli registrati durante le esplosioni, ciascuna con una magnitudo corrispondente a quella di una "bomba più grande della seconda guerra mondiale". L'emittente pubblica svedese SVT ha riferito che le stazioni di misurazione in Svezia e Danimarca hanno registrato forti esplosioni sottomarine nei pressi dei gasdotti Nord Stream. Il giorno dopo l'attacco Björn Lund, professore associato di sismologia presso la rete sismica nazionale svedese, ha affermato che "non c'è dubbio che si siano trattate di esplosioni". Il quotidiano tedesco Der Tagesspiegel ha scritto che le fughe di gas sono state oggetto di indagine per verificare se siano state causate da attacchi mirati da parte di sottomarini o sommozzatori.
Il 30 settembre 2022, Danimarca e Svezia hanno presentato congiuntamente una lettera al Consiglio di sicurezza delle Nazioni Unite affermando che le perdite sono state causate da almeno due detonazioni con "diverse centinaia di chili" di esplosivo.
Secondo fonti del governo federale tedesco, le foto scattate dalla polizia federale con il supporto della marina mostrano una perdita 8 metri di lunghezza, che potrebbe essere solo il risultato di esplosivi.
Nella zona economica esclusiva svedese si trovano due crateri tecnogenici (artificiali) con una profondità da 3 fino a 5 metri sono stati trovati sul fondale marino ad una distanza di circa 248 metri l'uno dall'altro, con detriti della conduttura situati fino a 250 metri lontano dai siti dell'esplosione.
Il 18 novembre 2022, le autorità svedesi hanno annunciato che sul luogo delle perdite sono stati trovati resti di esplosivi e hanno confermato che l'incidente è stato il risultato di un sabotaggio.
Il 23 febbraio 2023, l’esperto di esplosivi David Domjahn del Karlsruhe Institute of Technology ha affermato che le quattro scosse della scala Richter avrebbero dovuto essere causate ciascuna da 300–400 chilogrammi di esplosivo C-4 ed escluso l'uso di cariche sagomate.
Il 21 giugno 2023 sono state pubblicate, insieme a un'analisi, le riprese subacquee effettuate da un drone grazie alla collaborazione tra la tedesca RTL, la francese Libération, la danese Ekstra Bladet e TV 2 dal sito del sabotaggio più a sud. La rottura della conduttura NS2 è stata filmata a una profondità di 75 metri. La parte in acciaio del tubo era stata tagliata con un taglio netto, fatta eccezione per una piccola ammaccatura, con le due estremità separate del tubo lunghe 5 metri di distanza in un grande cratere. Un esperto di demolizioni, precedentemente in servizio presso il reggimento del genio danese e presso il servizio di intelligence della difesa danese, ha sostenuto che l'acciaio è stato tagliato con una carica cava utilizzando solo pochi chilogrammi di esplosivo ad alta velocità di detonazione. La sua opinione era condivisa da un esperto francese di demolizioni, il cui nome non è stato reso noto, ancora in servizio attivo. Due ingegneri danesi esperti nella costruzione di condotte hanno sostenuto che il gas ad alta pressione rilasciato dall'esplosione avrebbe potuto piegare le estremità tranciate della condotta e formare il cratere sul fondale marino. La stima che solo pochi chilogrammi di esplosivo siano stati utilizzati nel sito più a sud con il suo tremore di 2,3 gradi della scala Richter contrasta il tremore di 2,1 gradi della scala Richter con le altre tre esplosioni e non è coerente con l'interpretazione dei tremori della scala Richter secondo cui le quattro esplosioni sono state causate da "diverse centinaia di chili" di esplosivo.
Nel novembre 2024, Die Welt ha riportato che le esplosioni sono state sei e non quattro come inizialmente rilevato.

## Indagini
Il 2 ottobre 2022, Nancy Faeser, ministro tedesco degli Interni tedesco, ha annunciato che Germania, Danimarca e Svezia intendono formare una squadra investigativa comune per indagare su questi presunti atti di sabotaggio.
Il 14 ottobre, il ministero degli esteri russo ha convocato gli inviati tedeschi, danesi e svedesi per esprimere "sconcerto" per l'esclusione degli esperti russi dalle indagini e per protestare contro la presunta partecipazione degli Stati Uniti, affermando che la Russia non avrebbe riconosciuto alcuno "pseudo-risultato" senza il coinvolgimento dei propri esperti.
Sempre il 14 ottobre, la procura svedese ha annunciato che la Svezia non avrebbe costituito una squadra investigativa congiunta con Danimarca e Germania, perché ciò avrebbe comportato il trasferimento di informazioni relative alla sicurezza nazionale svedese. Anche l'emittente pubblica tedesca ARD ha riferito che la Danimarca ha respinto un gruppo investigativo comune.
Delle tre indagini distinte condotte da Germania, Svezia e Danimarca, le ultime due sono state chiuse senza che fosse stata attribuita pubblicamente la responsabilità dei danni nel febbraio 2024.

### Svezia e Danimarca chiudono le indagini senza colpevoli
Il giorno successivo alle perdite di gas, la polizia svedese ha aperto un'indagine sull'incidente, definendolo un "grave sabotaggio". L'indagine viene condotta in collaborazione con altre autorità competenti e con il Servizio di sicurezza svedese. Un'indagine simile è stata aperta in Danimarca. Le due nazioni erano in stretto contatto, e avevano avuto contatti anche con altri paesi della regione baltica e con la NATO. Poiché è avvenuto in acque internazionali (non fa parte delle acque territoriali di nessuna nazione, sebbene all'interno delle zone economiche danese e svedese), né il primo ministro danese né quello svedese lo hanno considerato un attacco alla loro nazione.
Il 3 ottobre un editorialista della rivista Foreign Policy ha riferito che la Russia stava inviando navi militari per unirsi agli esperti marittimi svedesi e danesi nei siti delle perdite. Foreign Policy ha sostenuto che, poiché i gasdotti sono di proprietà dello Stato russo e poiché il sabotaggio non è considerato un attacco militare, le indagini potrebbero essere complicate dal coinvolgimento russo. Mosca ha chiesto di partecipare alle indagini condotte da Danimarca e Svezia, ma entrambi i paesi hanno rifiutato, dicendo alla Russia di condurre le proprie indagini.
Il 6 ottobre, il Servizio di sicurezza svedese ha dichiarato che le sue indagini preliminari nella zona economica esclusiva svedese hanno evidenziato danni ingenti e hanno "trovato prove di detonazioni", rafforzando "i sospetti di un grave sabotaggio". Il 18 ottobre, il quotidiano svedese Expressen ha pubblicato le foto da lui commissionate dei danni al Nord Stream 1, che mostrano almeno 50 metri di tubo mancante dalla sua trincea, così come detriti di acciaio intorno al sito.
Il 18 ottobre il Dipartimento di Polizia di Copenaghen ha dichiarato che esso e il Servizio di Sicurezza e Intelligence Danese (PET) con il supporto della Difesa Danese avevano stabilito che i gasdotti erano stati gravemente danneggiati da potenti esplosioni nella zona economica esclusiva danese e che di conseguenza la polizia e il PET avrebbero indagato sugli incidenti.
Il 18 novembre, il servizio di sicurezza svedese concluse che l'incidente era stato un atto di "grave sabotaggio", affermando che sulle tubature erano state trovate tracce di esplosivo.
Il 27 aprile 2023, il Comando di difesa danese ha confermato che sei navi della marina russa, tra cui la nave di recupero SS-750 in grado di lanciare un mini-sottomarino, stavano operando nella zona quattro giorni prima dell'esplosione.
Il 14 giugno 2023, il procuratore capo del Servizio di sicurezza svedese ha affermato che vi è un sospetto rafforzato che dietro il sabotaggio ci sia uno Stato e che ritiene che sarà possibile determinare chi è il responsabile.
Sia la Svezia che la Danimarca infine hanno chiuso le indagini sull'incidente nel febbraio 2024 senza attribuire alcuna responsabilità. Le autorità svedesi hanno fatto riferimento alla mancanza di giurisdizione, mentre quelle danesi hanno affermato che non vi era alcuna base per poter perseguire un procedimento penale e la polizia danese non fornirà ulteriori commenti sul caso.

### La Germania accusa l'Ucraina
Il 10 ottobre 2022, il Procuratore generale tedesco ha avviato un'indagine per presunta esplosione intenzionale e sabotaggio anticostituzionale. Il procedimento è rivolto contro ignoti. Secondo l'autorità federale, la responsabilità è dovuta al fatto che si è trattato di un grave attacco violento all'approvvigionamento energetico nazionale, tale da compromettere la sicurezza esterna e interna della Germania. L'Ufficio federale di polizia criminale e la Polizia federale furono incaricati delle indagini. La Polizia Federale aveva già avviato una missione investigativa con l'assistenza della Marina Militare tedesca. Gli investigatori hanno scattato delle foto con un drone sottomarino della Marina che hanno mostrato una perdita 8 metri di lunghezza. Questo, si diceva nei circoli governativi, poteva essere stato causato solo da esplosivi.
Il 15 ottobre 2022, il partito di sinistra tedesco Die Linke ha presentato un'interrogazione parlamentare al governo. Il governo tedesco ha affermato che non era ancora stata effettuata alcuna indagine in loco e ha rifiutato di divulgare informazioni sulla presenza di navi NATO o russe nei pressi di Bornholm il giorno del presunto sabotaggio, citando il segreto di Stato.
Il 2 giugno 2023, la polizia tedesca ha perquisito un appartamento vicino al confine polacco e ha interrogato una donna il cui partner ucraino di 26 anni, rientrato in Ucraina, è stato indicato come sospettato nell'ambito delle indagini. Secondo quanto riferito, un panfilo a vela lungo 50 piedi denominato Andromeda, condotto dal sospettato, si trovava nei pressi del luogo di due delle tre esplosioni nei giorni precedenti al loro verificarsi. Sono stati prelevati campioni di DNA e sono state trovate tracce di esplosivi militari su Andromeda. Il residuo esplosivo su Andromeda corrispondeva al residuo trovato sulla conduttura.
Nel novembre 2023, secondo un'indagine congiunta del The Washington Post e Der Spiegel, ad aver coordinato l'attacco al gasdotto Nord Stream con un gruppo di sabotatori ucraini sarebbe stato Roman Červins'kyj, un ex colonnello delle forze operative speciali ucraine.
Il presidente dell'Ucraina Volodymyr Zelens'kyj ha negato che il suo paese fosse dietro il sabotaggio. Anche il consigliere presidenziale ucraino Mychajlo Podoljak ha negato che dietro al sabotaggio ci fosse l'Ucraina e ha invece attribuito la colpa alla Russia.
Il 6 luglio 2024, Die Welt ha riferito che i risultati delle indagini condotte dalle autorità tedesche e straniere hanno rivelato che il sabotaggio sarebbe stato pianificato da un gruppo ucraino prima dell'occupazione russa della Crimea nel 2014. Secondo la pubblicazione tedesca, la nave era stata fermata dalle guardie di frontiera polacche una settimana prima delle esplosioni, ma il filmato di quell'esame non è mai stato consegnato dalla Polonia agli inquirenti tedeschi, forse perché il filmato poteva mostrare non solo l'equipaggio ucraino a bordo, ma anche agenti polacchi e statunitensi presenti durante il controllo di frontiera a Kolberg.
Il 17 luglio 2024, il governo tedesco ha rifiutato di pubblicare i risultati preliminari dell'indagine, dopo la richiesta del partito Alternative für Deutschland (AFD). L'AFD ha inoltre interrogato il Bundestag sul possibile coinvolgimento dei servizi segreti americani o dell'Ucraina nell'attacco i gasdotti, ricevendo la risposta: "dopo attenta riflessione, il governo federale è giunto alla conclusione che la questione non può essere risolta per motivi di interesse pubblico".
Nell'agosto 2024 i media hanno riferito che a giugno le autorità tedesche hanno emesso un mandato di arresto europeo per un cittadino ucraino residente nei pressi di Varsavia sospettato di aver utilizzato il panfilo Andromeda insieme ad altri due per sabotare i gasdotti Nord Stream.
In merito alla notizia dell'emissione di un mandato di arresto da parte della Germania, il vice portavoce del governo Wolfgang Büchner ha affermato che le indagini vengono condotte nel rispetto della legge e che hanno "la massima priorità". Il portavoce ha aggiunto che il mandato di arresto non cambierebbe "il fatto che la Russia sta conducendo una guerra illegale di aggressione contro l'Ucraina" e che il "sostegno della Germania all'Ucraina rimarrebbe saldo".
Der Spiegel ha riferito che 7 giorni dopo che il Procuratore generale federale aveva inviato il suo mandato di arresto in Polonia, il sospettato ha raggiunto l'Ucraina a bordo di un veicolo con targa diplomatica, utilizzato dall'ambasciata ucraina a Varsavia.
Secondo il giornale polacco Rzeczpospolita, il mandato d'arresto tedesco è stato ricevuto dalla Procura nazionale polacca il 21 giugno 2024 e il 24 giugno è stato ricevuto dalla Procura distrettuale di Varsavia. Tuttavia, il 6 luglio il sospettato ha attraversato il confine con l'Ucraina. La Procura nazionale ha dichiarato che le autorità tedesche hanno emesso il mandato d'arresto senza inserire i dati del sospettato nel Sistema d'informazione Schengen (SIS II), consentendogli di attraversare la frontiera senza essere arrestato. Il Wall Street Journal ha successivamente riferito che le autorità tedesche hanno negato di aver commesso l'errore procedurale e che l'Agenzia polacca per la sicurezza interna era stata incaricata di gestire l’arresto ma non aveva eseguito il mandato. Un portavoce della Procura distrettuale di Varsavia ha spiegato che non sono state intraprese azioni di detenzione e che invece sono state intraprese azioni operative segrete, tra cui la sorveglianza dell'indirizzo di casa del sospettato.
Il Wall Street Journal ha riferito che all'inizio di luglio il governo polacco ha rifiutato una richiesta governativa della Germania di eseguire il mandato di arresto, mettendo a dura prova le relazioni tra i due paesi.
Nell'agosto 2024, Bild ha riferito che i "circoli di sicurezza" tedeschi presumono che il sospetto sia stato avvertito dalle autorità polacche del suo imminente arresto.
Nel novembre 2024, un esperto di immersioni intervistato da Bild ha sostenuto che per minare tutti i punti dei gasdotti deve esserci stata anche una seconda squadra di sabotatori. Nello stesso mese Der Spiegel riportava che alcuni sabotatori avevano "vasti legami" con la CIA e da essa avevano ricevuto addestramento in passato. Il giornale riporta anche che i circoli di sicurezza tedeschi ritengono che un agente svedese sia stato il primo a venire conoscenza del piano dei sabotatori ucraini nel giugno 2022, tre mesi prima dell'attacco ai gasdotti.

### L'Olanda accusa l'Ucraina
Il 6 giugno 2023, The Washington Post ha riferito che un'agenzia di intelligence di un "stretto alleato" europeo non identificato aveva informato la CIA di un piano militare ucraino per un attacco segreto al gasdotto. Il piano avrebbe dovuto essere eseguito da una squadra di sommozzatori alle dipendenze del generale Valerij Zalužnyj, comandante in capo delle forze armate ucraine, ma il Post non ha riportato alcuna prova che fosse stato messo in atto. Secondo quanto riferito, gli Stati Uniti vennero a conoscenza del piano tre mesi prima della distruzione del gasdotto e condivisero le informazioni con la Germania e altri alleati. Le comunicazioni provenienti dall'alleato europeo senza nome sono state incluse nella fuga di documenti Discord presumibilmente perpetrata dal pilota dell'USAF Jack Teixeira. Un giorno dopo il rapporto del Post, il presidente ucraino ha respinto le accuse secondo cui l'Ucraina avrebbe distrutto i gasdotti. Zalužnyj in seguito negò al Washington Post qualsiasi coinvolgimento nel sabotaggio.
Il 13 giugno, l'emittente pubblica olandese NOS ha riferito che il MIVD, l'intelligence militare olandese, era l'agenzia che aveva inizialmente allertato la CIA sul presunto piano ucraino.

### Iniziativa investigativa internazionale russa respinta dall'ONU
Il 17 febbraio 2023, la Russia ha formalmente presentato una proposta al Consiglio di sicurezza delle Nazioni Unite chiedendo un’indagine sul sabotaggio dei gasdotti Nord Stream e ha ribadito la sua richiesta il 20 febbraio 2023.
Il 24 marzo 2023, il portavoce del Cremlino Dmitrij Peskov ha dichiarato che la Danimarca aveva invitato l'operatore del gasdotto Nord Stream 2, controllato dalla Russia, ad aiutare a recuperare un oggetto non identificato trovato vicino ai gasdotti, secondo la fonte. Questo nuovo sviluppo è stato interpretato dalla Russia come un segnale positivo, poiché richiede trasparenza durante le indagini. Al centro dell'interesse c'era un oggetto tubolare che sporge dal fondale marino in prossimità della conduttura. L'operatore Nord Stream 2 AG sta tentando di recuperare questo oggetto per ulteriori indagini.
Il 27 marzo 2023, una mozione del Consiglio di sicurezza delle Nazioni Unite presentata dalla Russia per un’inchiesta internazionale indipendente sul sabotaggio è fallita, con solo la Cina e il Brasile che hanno sostenuto la mozione, mentre i restanti 12 membri del consiglio si sono astenuti.

### L'inchiesta di Seymour Hersh
L'8 febbraio 2023, il giornalista investigativo statunitense Seymour Hersh ha pubblicato un articolo sulla sua pagina Substack in cui sosteneva che l'attacco era stato ordinato dalla Casa Bianca e portato a termine utilizzando risorse statunitensi e norvegesi che avrebbero piazzato delle cariche sui gasdotti a giugno durante BALTOPS 2022, facendoli detonare mesi dopo a distanza. Il post si basava su un'unica fonte anonima, che Hersh descrisse come avente "conoscenza diretta della pianificazione operativa". La Casa Bianca rispose alla storia definendola "totalmente falsa e una completa finzione". Il Ministero degli affari esteri norvegese ha affermato che tali accuse sono "assurdità". Il commentatore norvegese Harald S. Klungtveit ha contestato l'accuratezza delle affermazioni di Hersh, come l'idea che i dragamine di classe Alta avessero partecipato a BALTOPS 2022.
Successivamente, Hersh ha dichiarato che la pista che gli investigatori tedeschi stavano seguendo sul "gruppo filo-ucraino" a bordo di un panfilo a noleggio era un'operazione sotto falsa bandiera creata dalla CIA e fornita ai media statunitensi e tedeschi per sviare l'attenzione dagli Stati Uniti.

## Speculazioni

### Accuse contro la Russia

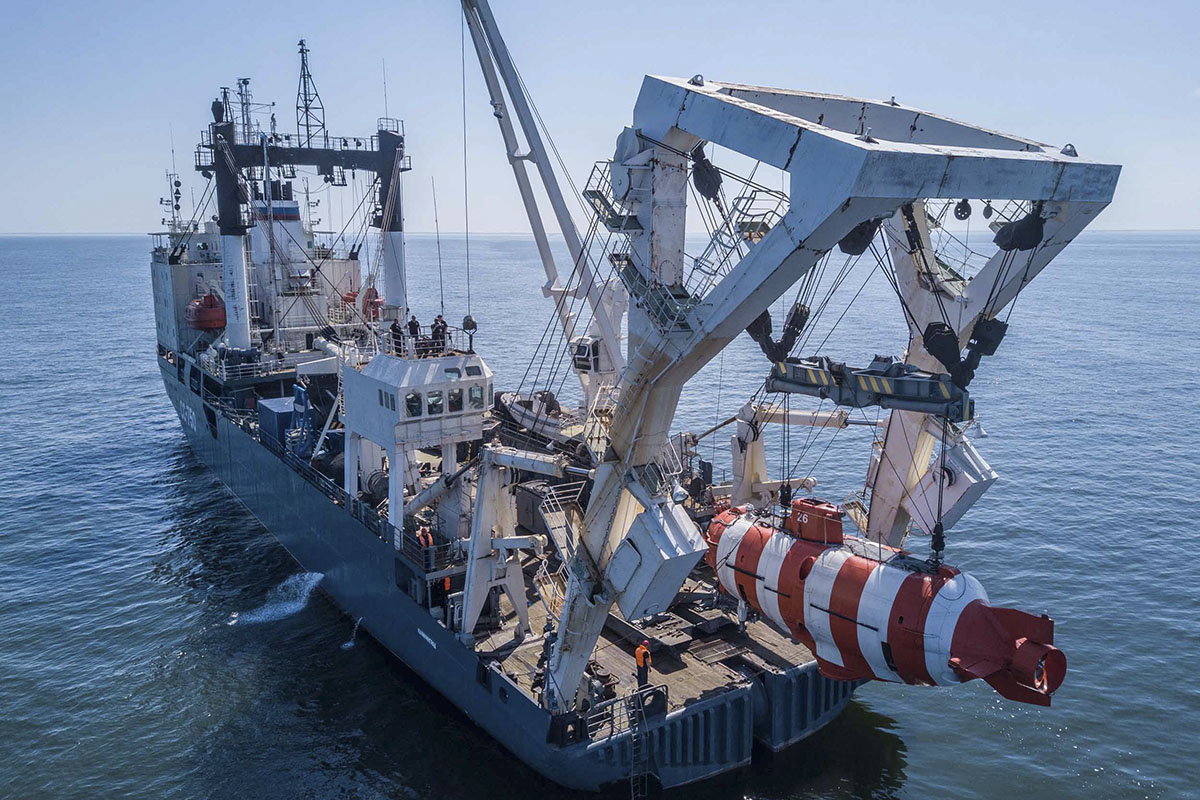
La nave speciale russa SS-750 con il suo mini-sottomarino che il pattugliatore danese ha osservato vicino ai cavi del Nord Stream 4 giorni prima della loro esplosione.

La CNN ha riferito che i funzionari della sicurezza europea hanno osservato navi di supporto della Marina russa nelle vicinanze del luogo in cui si sono verificate le perdite il 26 e 27 settembre. Una settimana prima, erano stati osservati anche dei sottomarini russi nelle vicinanze.
Nel settembre 2022, l'ex capo del Servizio segreto federale tedesco (BND), Gerhard Schindler, ha affermato che la Russia ha sabotato i gasdotti per giustificare l'interruzione delle forniture di gas prima dell'esplosione e ha affermato che "l'interruzione delle forniture di gas da parte della Russia può ora essere giustificata semplicemente indicando i gasdotti difettosi, senza dover addurre presunti problemi alle turbine o altri argomenti poco convincenti per rescindere i contratti di fornitura".
Il 3 maggio 2023, un'indagine delle emittenti pubbliche nordiche DR, Norsk rikskringkasting, SVT e Yleisradio ha descritto movimenti "altamente insoliti" di navi che si ritiene includessero navi russe come il rimorchiatore SB-123, la nave da ricerca navale Sibiryakov e un'altra nave non specificata della flotta navale. Queste navi avevano i trasmettitori spenti e si è saputo che si trovavano nella zona delle esplosioni tra giugno e il 22 settembre 2022.
Nel maggio 2023, il quotidiano tedesco Süddeutsche Zeitung ha riferito che gli investigatori tedeschi erano scettici sul fatto che il sabotaggio fosse stato effettuato da navi militari russe. Più tardi, a maggio, il quotidiano Der Spiegel scrisse che un'operazione "sotto falsa bandiera" da parte della Russia è considerata estremamente improbabile "tra le persone che hanno familiarità con il caso".
Nel giugno 2023, l’amministrazione Biden ha pubblicamente evitato le domande riguardanti gli autori, mentre i funzionari dell’amministrazione Biden hanno ammesso in privato che nessuna prova conclusiva indica che Mosca sia dietro il sabotaggio.
Nell'agosto 2023, Der Spiegel ha riferito che gli investigatori tedeschi tendono a credere che la Marina russa fosse nei pressi del gasdotto nei giorni precedenti l'attacco perché voleva pattugliarlo per proteggersi, poiché la Russia potrebbe aver ricevuto informazioni, così come la CIA e l'intelligence olandese, su un possibile piano di sabotaggio.
Dopo le accuse degli investigatori tedeschi contro un gruppo di ucraini che avrebbe impiegato l'imbarcazione Andromeda per sabotare i gasdotti, nel settembre 2023, Andreas Umland, analista presso lo Stockholm Centre for Eastern European Studies, ha sostenuto, senza portare prove, che questa sarebbe stata un'operazione sotto falsa bandiera creata dalla Russia per incriminare l'Ucraina. Umland ha sostenuto che la Russia potrebbe aver tentato di "prendere due piccioni con una fava" e non solo di evitare che Gazprom pagasse un risarcimento per il gas non consegnato, ma anche di minacciare il sostegno degli alleati all'Ucraina nella sua difesa contro l'invasione russa dell'Ucraina.
Sempre nel settembre 2023, il Segretario di Stato polacco e coordinatore delle agenzie di intelligence polacche Stanislaw Zaryn ha dichiarato ai giornalisti che il governo polacco ha affermato che Andromeda aveva legami con lo spionaggio russo e che dietro l'attacco c'era la Russia, e che "non abbiamo prove della partecipazione di questo panfilo agli eventi". Senza fornire prove, Zaryn ha continuato affermando che il viaggio dell'Andromeda aveva un "carattere puramente turistico" con un equipaggio "che cercava divertimento" e dove nessuno sembrava "avere qualcosa di simile a un addestramento militare o legato al sabotaggio".

### Accuse contro gli Stati Uniti
Nell'ottobre 2024, il quotidiano danese Politiken, citando il comandante del porto di Christiansø, riferisce che alcuni giorni prima del sabotaggio, le navi della Marina statunitense, tra cui la nave d'attacco anfibio USS Kearsarge, sono state avvistate con i transponder spenti nell'area dove i gasdotti sono stati colpiti. Il comandante raggiunse le navi ma i militari statunitensi gli chiesero di allontanarsi. La USS Kearsarge aveva partecipato alle esercitazioni BALTOPS 2022, terminate tre mesi prima, in cui gli Stati Uniti avevano testato veicoli subacquei senza equipaggio adatti allo sminamento e ad altre operazioni sottomarine. Il giornale Die Weltwoche afferma che queste nuove informazioni mettono in discussione l'ipotesi che un gruppo ucraino sia responsabile del sabotaggio.
Nell'april 2025, il quotidiano tedesco Focus sostiene che ci sono tracce che suggeriscono che l'amministrazione statunitense guidata da Joe Biden sia stata coinvolta nella distruzione dei gasdotti.

## Conseguenze
Il 27 settembre 2022, i prezzi del gas europeo sono aumentati del 12% dopo la diffusione della notizia dei gasdotti danneggiati, nonostante il fatto che il Nord Stream 1 non avesse fornito gas da agosto e il Nord Stream 2 non fosse mai entrato in servizio.
Dopo le fughe di gas, le autorità norvegesi hanno aumentato la sicurezza attorno alle loro infrastrutture di gas e petrolio. Dal 29 settembre 2022, il flusso di gas verso est dalla Germania alla Polonia attraverso il gasdotto Jamal-Europa è stato stabile, così come la trasmissione attraverso l’Ucraina al 2 ottobre 2022, sebbene permangano preoccupazioni sul fatto che la Russia possa introdurre "sanzioni contro la Naftogaz ucraina [...] che potrebbero impedire a Gazprom di pagare le tasse di transito all'Ucraina [... che] potrebbero porre fine ai flussi di gas russo verso l'Europa attraverso il paese".
Il 5 ottobre, l'operatore Nord Stream 2 AG ha riferito che la Gazprom aveva iniziato a estrarre il gas dal tubo non danneggiato per il consumo a San Pietroburgo, riducendo la pressione del tubo. Le infrastrutture nel Mare del Nord venivano ispezionate per rilevare anomalie.
L’11 gennaio 2023, l'UE e la NATO hanno annunciato la creazione di una task force per rendere le loro infrastrutture critiche più resilienti alle potenziali minacce.

### Impatto ambientale
Nella zona, le perdite interesserebbero solo l'ambiente in cui si trovano i pennacchi di gas nella colonna d'acqua. Un effetto maggiore sarà probabilmente l'impatto climatico causato dall'emissione di 150 000 di tonnellate di metano, un potente gas serra. Il volume rilasciato è pari a circa lo 0,25% della capacità annuale dei gasdotti, una quantità quasi uguale al rilascio totale di metano da tutte le altre fonti in un anno intero in tutta la Svezia. Le perdite hanno causato un aumento delle emissioni della Svezia anziché una loro diminuzione, con il rischio di una multa da parte dell’UE.
Un funzionario danese ha affermato che queste perdite di gas del Nord Stream potrebbero emettere un equivalente CO pari a 14,6 milioni di tonnellate, pari a un terzo delle emissioni annuali totali di gas serra della Danimarca.
Le emissioni di metano derivanti dalle perdite equivalgono ad alcuni giorni di emissioni derivanti dalla normale produzione di combustibili fossili, e ad un terzo delle emissioni giornaliere derivanti dall’agricoltura. Tuttavia, le perdite hanno stabilito un record come la più grande fuoriuscita di metano, facendo impallidire tutte le perdite precedentemente note, come la perdita di gas di Aliso Canyon.
Una stazione meteorologica in Norvegia ha registrato un aumento senza precedenti di 400 parti per miliardo (ppb) rispetto al livello base di 1 800 ppb. Gli strumenti non hanno misurato alcun aumento del metano atmosferico a Bornholm.
Scienziati di diversi paesi europei hanno analizzato l'impatto sugli ecosistemi marini. Si dice che l'onda d'urto abbia ucciso la vita marina in un raggio di 4 chilometri e ha danneggiato l'udito degli animali entro un raggio di 50 chilometri. Si stima che circa 250 000 tonnellate di sedimenti del fondale marino contenenti piombo e tributilstagno utilizzati nelle vernici antivegetative sono stati sollevati. Inoltre, la zona è contaminata dallo scarico di munizioni e armi chimiche.
Nel 2024 è stato riportato che il metano liberato a causa del sabotaggio dei gasdotti Nord Stream avrebbe contribuito in modo significativo al riscaldamento globale. Il ricercatore Gregor Rehder ha dichiarato che "il metano che è stato rilasciato durante l'esplosione rappresenta quasi un quarto delle emissioni annuali di metano per l'intera Germania", stimando danni ambientali di quasi 1,8 miliardi di euro.

## Reazioni
Il sabotaggio e le successive fughe di gas sottomarine hanno provocato reazioni da parte di numerosi Paesi.

### Russia
Il giorno dopo l'attacco, il Cremlino ha dichiarato di non escludere il sabotaggio come causa dei danni ai gasdotti Nord Stream. Dmitrij Peskov, portavoce del Cremlino, ha dichiarato: "Non possiamo escludere alcuna possibilità in questo momento. Ovviamente, c'è una sorta di distruzione del tubo. Prima dei risultati dell'indagine, è impossibile escludere qualsiasi opzione". Il 29 settembre, il presidente russo Vladimir Putin ha definito l'attacco al gasdotto "un atto di terrorismo internazionale senza precedenti". Il 2 febbraio 2023, il ministro degli esteri russo Sergej Lavrov ha dichiarato alla televisione di stato russa che gli Stati Uniti erano direttamente coinvolti nelle esplosioni destinate a preservare il predominio globale degli Stati Uniti.

### Germania
Nell'agosto 2023, Roderich Kiesewetter, membro della Dieta federale tedesca, ha dichiarato che la Russia doveva essere coinvolta nell'attacco.
Nell'agosto 2024 August Hanning, che fino al 2005 era a capo del Servizio d'intelligence federale tedesco, ha dichiarato che crede che ci sia stato un accordo tra Zelens'kyj e il presidente polacco Andrzej Duda per sabotare il Nord Stream.
A seguito dei risultati delle indagini tedesche, che accusavano un gruppo di sommozzatori ucraini di aver condotto il sabotaggio del gasdotto, la deputata tedesca Sahra Wagenknecht, leader del partito Bündnis Sahra Wagenknecht, ha dichiarato che il governo tedesco avrebbe dovuto smettere di consegnare denaro e armi all'Ucraina e ha chiesto una commissione d'inchiesta alla Dieta federale per indagare sull'esplosione del Nord Stream.
L'iniziativa "Stop alle sanzioni [alla Russia]", sostenuta dai membri del partito Alternative für Deutschland, ha chiesto al governo ucraino "un risarcimento per i danni massicci causati da questa distruzione mirata delle nostre infrastrutture energetiche. Nessuna conversazione sul supporto di qualsiasi tipo [all'Ucraina] senza il pagamento immediato di risarcimento. L’atto del terrorismo contro il Nord Stream deve essere risarcito immediatamente e completamente".

### Ucraina
Un giorno dopo l'attacco, il consigliere del presidente ucraino Zelens'kyj Mychajlo Podoljak ha incolpato la Russia, definendolo "un atto di aggressione" nei confronti dell'Unione europea. Ha aggiunto che la Russia voleva provocare il panico pre-invernale e ha esortato l'UE ad aumentare il sostegno militare all'Ucraina.
Nel novembre 2024, il principale indiziato per l'attacco al gasdotto, il colonnello ucraino Roman Červins'kyj, ha dichiarato che il risultato di questa operazione di sabotaggio sia stato positivo in quanto avrebbe danneggiato le entrate della Russia.

### Polonia
Il giorno dopo l'attacco, in un discorso durante l'inaugurazione del Baltic Pipe, il primo ministro polacco Mateusz Morawiecki ha definito le fughe di gas un sabotaggio: "Oggi ci siamo trovati di fronte a un atto di sabotaggio, non conosciamo tutti i dettagli di ciò che è accaduto, ma vediamo chiaramente che si tratta di un atto di sabotaggio legato al prossimo passo dell'escalation della situazione in Ucraina".
L'eurodeputato polacco ed ex ministro degli esteri e della difesa Radosław Sikorski, in un post ampiamente condiviso su Twitter, ha dichiarato: "Grazie, USA", accanto a una foto di acqua che gorgoglia sopra i danni al gasdotto. Ore dopo ha continuato con un tweet in cui affermava che l'Ucraina e gli stati baltici si erano opposti alla costruzione del Nord Stream per 20 anni e ha taggato il Ministero degli affari esteri russo: "Qualcuno, @MFA_Russia, ha eseguito un'operazione di manutenzione speciale". Il giorno seguente Sikorski ha dichiarato che anche la Polonia si era opposta al Nord Stream e che il suo sabotaggio era positivo per la Polonia e ha ricordato le parole del presidente degli Stati Uniti Joe Biden: "Se la Russia invade... di nuovo, non ci sarà più un Nord Stream 2. Vi porremo fine" e ha continuato a chiarire che le sue ipotesi di lavoro riguardanti i motivi e la capacità di eseguire il sabotaggio erano di sua creazione. Il post di Sikorski è stato criticato da molti politici e funzionari governativi. Il portavoce del governo polacco Piotr Müller ha affermato che era dannoso e serviva alla propaganda russa. Il portavoce del Dipartimento di Stato americano Ned Price ha definito "assurda" l'idea del coinvolgimento degli Stati Uniti nei danni al gasdotto. Der Spiegel ha commentato che il Nord Stream 2 era già stato fermato completamente senza esplosivi due giorni prima che la Russia invadesse l’Ucraina, e che esattamente ciò che Biden e Scholz avevano detto sarebbe accaduto era già accaduto prima del sabotaggio. Sikorski ha cancellato prima il tweet originale e poi tutti i tweet successivi diversi giorni dopo.
Nell'agosto 2024, quando divenne di pubblico dominio che la Polonia non aveva eseguito il mandato di arresto della Germania per un sospettato di sabotaggio del Nord Stream, il primo ministro polacco Donald Tusk ha dichiarato: "A tutti gli iniziatori e ai sostenitori del Nord Stream 1 e 2. L'unica cosa che dovreste fare oggi è scusarvi e tacere".

### Unione europea
Un giorno dopo l'attacco la presidente della Commissione europea, Ursula von der Leyen, ha scritto su Twitter che "Qualsiasi interruzione deliberata delle infrastrutture energetiche europee attive è inaccettabile e porterà alla risposta più forte possibile".
Il giorno seguente, il capo della politica estera dell'UE, Josep Borrell, ha dichiarato: "Qualsiasi interruzione deliberata delle infrastrutture energetiche europee è del tutto inaccettabile e incontrerà una risposta solida e unita".

### NATO
Due giorni dopo l'attacco, il segretario generale della NATO Jens Stoltenberg ha dichiarato che le fughe di gas erano atti di sabotaggio e che aveva discusso della protezione delle infrastrutture critiche all'interno della NATO con il Ministro della difesa della Danimarca Morten Bødskov.

### Stati Uniti
Il 12 aprile 2023, l'ex presidente degli Stati Uniti Donald Trump, quando gli è stato chiesto chi avesse eseguito il sabotaggio, ha detto: "Non voglio mettere nei guai il nostro paese, quindi non risponderò. Ma posso dirvi che non era la Russia".

### Danimarca
Il giorno dopo l'attacco, il primo ministro della Danimarca Mette Frederiksen ha definito le esplosioni deliberate e le perdite un sabotaggio, pur avvertendo che non si trattava di un attacco alla Danimarca poiché erano avvenuti in acque internazionali.

### Svezia
Il giorno dopo l'attacco, il primo ministro svedese Magdalena Andersson ha affermato che si è trattato probabilmente di sabotaggio e ha anche menzionato le detonazioni.

## Riparazioni
Il 27 settembre 2022, la Nord Stream AG, l’operatore di Nord Stream, ha dichiarato che era impossibile stimare quando l’infrastruttura sarebbe stata riparata. Le autorità tedesche hanno dichiarato che, a meno che non fossero state riparate rapidamente, le tre linee danneggiate, entrambe le linee del Nord Stream 1 e la linea A del Nord Stream 2, difficilmente sarebbero mai più tornate operative a causa della corrosione causata dall’acqua di mare. Il Washington Post ha riferito che è probabile che gli incidenti mettano fine in modo permanente ad entrambi i progetti Nord Stream.
In ottobre 2022, il responsabile tecnico dell'azienda 3X Engineering ha dichiarato che i possibili metodi per riparare la conduttura includerebbero la sostituzione completa dei segmenti di tubo e il serraggio delle sezioni danneggiate. Se realizzate, le riparazioni dovrebbero durare diversi mesi.
Nel febbraio 2023, il Times ha riferito che la Russia aveva iniziato a stimare i costi di riparazione, stimati in circa 500 milioni di dollari.
Il 28 gennaio 2025, la Danimarca ha autorizzato la società Nord Stream 2 AG a effettuare della manutenzione sulla parte del gasdotto danneggiata.